# ستيوارت ماكليود
ستيوارت ماكليود (بالإنجليزية: Stuart MacLeod)‏ هو موسيقي أسترالي، ولد في 10 أبريل 1977.